# Liga Argentina de Voleibol 2016-17
La Liga Argentina de vóley 2016-17, también conocida como Serie A1 es la vigésima primera edición del certamen profesional de máxima división de equipos de vóley en la Argentina. La liga propiamente dicha comenzó en noviembre del 2016 y finalizará en abril de 2017.
Respecto a la pasada temporada, La Unión de Formosa y Pilar Vóley dejaron sus plazas y accedieron a la máxima categoría Deportivo Morón y River Plate.
El campeón de esta temporada fue Personal Bolívar, que derrotó a UPCN San Juan Vóley 3 a 0 en el quinto juego de la final y se consagró por séptima vez en la máxima competencia.

## Equipos participantes
| Club                | Localidad                     | Estadio/s                           | 15-16           | P  | C |
| ------------------- | ----------------------------- | ----------------------------------- | --------------- | -- | - |
| Alianza Jesús María | Jesús María, Córdoba          | Club Alianza Club La Calera         | 10.°            | 6  | — |
| Ciudad Vóley        | Ciudad de Buenos Aires        | Estadio Gorki Grana                 | 7.°, cuartos    | 3  | — |
| Deportivo Morón     | Morón, Buenos Aires           | Estadio Gorki Grana                 | —               | —  | — |
| Gigantes del Sur    | Neuquén, Neuquén              | Estadio Ruca Che CEM N.° 3          | 6.°, cuartos    | 11 | — |
| Lomas Vóley         | Lomas de Zamora, Buenos Aires | Estadio Lomas de Zamora             | 2.°, semis      | 3  | — |
| Obras UDAP          | San Juan, San Juan            | Estadio Aldo Cantoni Ambrosini UNSJ | 4.°, semis      | 16 | — |
| Personal Bolívar    | Bolívar, Buenos Aires         | República de Venezuela              | 3.°, subcampeón | 14 | 6 |
| PSM Vóley           | Puerto San Martín, Santa Fe   | Club Paraná                         | 8.°, cuartos    | 6  | — |
| River Plate         | Ciudad de Buenos Aires        | Microestadio River Plate            | —               | 12 | 1 |
| UNTreF Vóley        | Tres de Febrero, Buenos Aires | CEDEM N.° 2                         | 9.°             | 4  | — |
| UPCN Vóley          | San Juan, San Juan            | Estadio Aldo Cantoni Ambrosini UNSJ | 1.°, campeón    | 9  | 6 |

1. ↑  El estadio del Club La Calera se encuentra en la La Calera, en la provincia de Córdoba.
2. ↑  El CEM N.° 3 está ubicado en Picún Leufú, provincia del Neuquén.
3. 1 2  Ambrosini UNSJ es el estadio de la Universidad Nacional de San Juan, de la misma ciudad, ubicado en el «Complejo Deportivo El Palomar».

### Relevo de plazas
| Ascendido de la Serie A2 |
| ------------------------ |
| Deportivo Morón          |
| River Plate              |

| Se baja del torneo  |
| ------------------- |
| La Unión de Formosa |
| Pilar Vóley         |

## Modo de disputa
La temporada 2016-17 de la Liga Argentina está conformada por la liga propiamente dicha y varios torneos que se disputan, o antes de la misma, o en simultáneo. Entre los torneos se encuentran:
- Copa Máster

Disputada antes del comienzo de la temporada. Está integrada por cuatro equipos con formato de eliminatorias directas.
- Copa ACLAV

Disputada antes y durante la temporada. Está integrada por todos los equipos de la liga con formato de fase de grupos y eliminatorias para determinar al campeón.
La Liga está integrada por todos los equipos, quienes se enfrentan todos contra todos dos veces, una como local y otra como visitante. Durante esta etapa, se puntúa a cada equipo sobre la base de sus resultados tal que:
3 puntos por victoria en tres o cuatro sets, 3 a 0 o 3 a 1.
2 puntos por victoria en cinco sets, 3 a 2.
1 punto por derrota en cinco sets, 2 a 3.
0 puntos por derrota en tres o cuatro sets, 0 a 3 o 1 a 3.
Tras esta etapa, los ocho equipos con mayor cantidad de puntos clasifican a los cuartos de final, donde se enfrentan el mejor ubicado con el peor ubicado, el segundo mejor ubicado con el segundo peor ubicado, y así. Los cuatro mejores equipos tienen ventaja de localía, es decir, disputan más partidos como local.
La primera eliminatoria es los "Cuartos de final", al mejor de tres partidos, con formato 1-1-1, jugando los primeros y terceros partidos en los estadios de los cuatro mejores ubicados. Los cuatro ganadores avanzan a las semifinales, al mejor de cinco partidos, con formato 2-2-1, siendo locales los mejores ubicados en los dos primeros partidos y el hipotético quinto encuentro. Los dos ganadores de semifinales disputan la final con el mismo formato que la etapa anterior, 2-2-1, siendo local más veces aquel equipo que quedó mejor ubicado en la fase regular. El ganador de la final se proclama campeón y clasifica a la copa internacional de año siguiente.

## Copa Máster
La Copa Máster se disputó el 12 y 13 de octubre en el Estadio Gorki Grana, en Morón. El campeón de esta edición fue UPCN San Juan Vóley, que logró el título por quinta vez.
|  | Semifinales      | Semifinales |               |             | Final            | Final        |  |
|  |                  |             |               |             |                  |              |  |
|  |                  |             |               |             |                  |              |  |
|  | Personal Bolívar | 1           |               |             |                  |              |  |
|  | Personal Bolívar | 1           |               |             |                  |              |  |
|  | Lomas Vóley      | 3           |               |             |                  |              |  |
|  | Lomas Vóley      | 3           |               | Lomas Vóley | 2                |              |  |
|  |                  |             |               | Lomas Vóley | 2                |              |  |
|  |                  |             | UPCN San Juan | 3           |                  |              |  |
|  | UPCN San Juan    | 3           | UPCN San Juan | 3           |                  |              |  |
|  | UPCN San Juan    | 3           |               |             |                  |              |  |
|  | UNTreF Vóley     | 2           |               |             | Tercer lugar     | Tercer lugar |  |
|  | UNTreF Vóley     | 2           |               |             | Tercer lugar     | Tercer lugar |  |
|  |                  |             |               |             |                  |              |  |
|  |                  |             |               |             | Personal Bolívar | 3            |  |
|  |                  |             |               |             | Personal Bolívar | 3            |  |
|  |                  |             |               |             | UNTreF Vóley     | 1            |  |
|  |                  |             |               |             | UNTreF Vóley     | 1            |  |
|  |                  |             |               |             |                  |              |  |

Semifinales
| 12 de octubre, 18:00 | Personal Bolívar | 1 - 3                                  | Lomas Vóley | Estadio Gorki Grana, Morón                  |                                             |
|                      |                  | ( 25-27, 16-25, 25-17, 18-25 ) Reporte |             | Árbitro(s): * Ricardo Cabrera * Karina René | Árbitro(s): * Ricardo Cabrera * Karina René |

| 12 de octubre, 21:00 | UPCN San Juan | 3 - 2                                         | UNTreF Vóley | Estadio Gorki Grana, Morón                          |                                                     |
|                      |               | ( 25-18, 21-25, 25-21, 23-25, 15-11 ) Reporte |              | Árbitro(s): * José Luis Barrios * Damián Perznianko | Árbitro(s): * José Luis Barrios * Damián Perznianko |

Tercer puesto
| 13 de octubre, 18:30 | Personal Bolívar | 3 - 1                                  | UNTreF Vóley | Estadio Gorki Grana, Morón                    |                                               |
|                      |                  | ( 25-23, 25-23, 17-25, 25-20 ) Reporte |              | Árbitro(s): * Karina René * Damián Perznianko | Árbitro(s): * Karina René * Damián Perznianko |

Final
| 13 de octubre, 22:00 | Lomas Vóley | 2 - 3                                         | UPCN San Juan | Estadio Gorki Grana, Morón                        |                                                   |
|                      |             | ( 25-23, 25-19, 25-27, 23-25, 12-15 ) Reporte |               | Árbitro(s): * José Luis Barrios * Ricardo Cabrera | Árbitro(s): * José Luis Barrios * Ricardo Cabrera |

## Copa ACLAV
La Copa ACLAV de 2016 se disputó entre el 20 de octubre y el 21 de diciembre. La etapa final del torneo, el «Final 4» se disputó en el Polideportivo Roberto Pando de la Ciudad de Buenos Aires.
|  | Semifinales         | Semifinales |             |                     | Final            | Final        |  |
|  |                     |             |             |                     |                  |              |  |
|  |                     |             |             |                     |                  |              |  |
|  | Obras UDAP          | 1           |             |                     |                  |              |  |
|  | Obras UDAP          | 1           |             |                     |                  |              |  |
|  | Alianza Jesús María | 3           |             |                     |                  |              |  |
|  | Alianza Jesús María | 3           |             | Alianza Jesús María | 0                |              |  |
|  |                     |             |             | Alianza Jesús María | 0                |              |  |
|  |                     |             | Lomas Vóley | 3                   |                  |              |  |
|  | Personal Bolívar    | 2           | Lomas Vóley | 3                   |                  |              |  |
|  | Personal Bolívar    | 2           |             |                     |                  |              |  |
|  | Lomas Vóley         | 3           |             |                     | Tercer lugar     | Tercer lugar |  |
|  | Lomas Vóley         | 3           |             |                     | Tercer lugar     | Tercer lugar |  |
|  |                     |             |             |                     |                  |              |  |
|  |                     |             |             |                     | Obras UDAP       | 3            |  |
|  |                     |             |             |                     | Obras UDAP       | 3            |  |
|  |                     |             |             |                     | Personal Bolívar | 1            |  |
|  |                     |             |             |                     | Personal Bolívar | 1            |  |
|  |                     |             |             |                     |                  |              |  |

Semifinales
| 20 de diciembre, 18:00 | Obras UDAP | 1 - 3                                  | Alianza Jesús María | Polideportivo Roberto Pando, Ciudad de Buenos Aires |                                                    |
|                        |            | ( 25-23, 21-25, 18-25, 24-26 ) Reporte |                     | Árbitro(s): * Hernán Casamiquela * Ricardo Cabrera  | Árbitro(s): * Hernán Casamiquela * Ricardo Cabrera |

| 20 de diciembre, 21:00 | Personal Bolívar | 2 - 3                                         | Lomas Vóley | Polideportivo Roberto Pando, Ciudad de Buenos Aires |                                                 |
|                        |                  | ( 25-18, 25-15, 23-25, 14-25, 13-15 ) Reporte |             | Árbitro(s): * Marcelo Pierobón * Nicolás Casado     | Árbitro(s): * Marcelo Pierobón * Nicolás Casado |
| TV: TyC Sports         |                  |                                               |             |                                                     |                                                 |

Tercer puesto
| 21 de diciembre, 18:00 | Obras UDAP | 3 - 1                                  | Personal Bolívar | Polideportivo Roberto Pando, Ciudad de Buenos Aires |                                                  |
|                        |            | ( 25-21, 23-25, 25-23, 25-23 ) Reporte |                  | Árbitro(s): * Ricardo Cabrera * Marcelo Pierobón    | Árbitro(s): * Ricardo Cabrera * Marcelo Pierobón |

Final
| 21 de diciembre, 21:00 | Alianza Jesús María | 0 - 3                           | Lomas Vóley | Polideportivo Roberto Pando, Ciudad de Buenos Aires |                                                   |
|                        |                     | ( 20-25, 23-25, 28-30 ) Reporte |             | Árbitro(s): * Nicolás Casado * Hernán Casamiquela   | Árbitro(s): * Nicolás Casado * Hernán Casamiquela |
| TV: TyC Sports         |                     |                                 |             |                                                     |                                                   |

## Fase regular
| Pos. | Equipo              | Pts | Partidos | Partidos | Partidos | Sets | Sets | Tantos | Tantos |
| Pos. | Equipo              | Pts | PJ       | PG       | PP       | SG   | SP   | TG     | TP     |
| ---- | ------------------- | --- | -------- | -------- | -------- | ---- | ---- | ------ | ------ |
| 1.º  | Personal Bolívar    | 48  | 20       | 16       | 4        | 52   | 16   | 1636   | 1421   |
| 2.º  | Ciudad Vóley        | 45  | 20       | 15       | 5        | 50   | 25   | 1770   | 1640   |
| 3.º  | UPCN San Juan Vóley | 44  | 20       | 14       | 6        | 48   | 22   | 1630   | 1470   |
| 4.º  | Lomas Vóley         | 44  | 20       | 14       | 6        | 51   | 25   | 1814   | 1644   |
| 5.º  | Gigantes del Sur    | 32  | 20       | 12       | 8        | 38   | 36   | 1679   | 1691   |
| 6.º  | Obras UDAP Vóley    | 32  | 20       | 11       | 9        | 38   | 36   | 1707   | 1680   |
| 7.º  | Alianza Jesús María | 23  | 20       | 8        | 12       | 31   | 43   | 1614   | 1700   |
| 8.º  | River Plate         | 21  | 20       | 7        | 13       | 25   | 43   | 1504   | 1626   |
| 9.º  | Deportivo Morón     | 20  | 20       | 7        | 13       | 30   | 45   | 1664   | 1771   |
| 10.º | UNTreF Vóley        | 12  | 20       | 3        | 17       | 17   | 54   | 1517   | 1680   |
| 11.º | PSM Vóley           | 9   | 20       | 3        | 17       | 21   | 56   | 1612   | 1824   |

|  |                                  |
|  | Clasificados a cuartos de final. |

### Resultados
| Weekend 1       | Weekend 1        | Weekend 1 | Weekend 1           | Weekend 1         | Weekend 1 | Weekend 1 | Weekend 1 | Weekend 1 | Weekend 1 |
| Fecha           | Local            | Resul     | Visitante           | Estadio           | Set 1     | Set 2     | Set 3     | Set 4     | Set 5     |
| --------------- | ---------------- | --------- | ------------------- | ----------------- | --------- | --------- | --------- | --------- | --------- |
| 10 de noviembre | UNTreF Vóley     | 0 - 3     | River Plate         | CEDEM N.° 2       | 23-25     | 20-25     | 23-25     |           |           |
| 10 de noviembre | Personal Bolívar | 3 - 1     | Lomas Vóley         | Rep. de Venezuela | 22-25     | 31-29     | 25-16     | 25-21     |           |
| 10 de noviembre | Gigantes del Sur | 3 - 1     | Alianza Jesús María | Picún Leufú       | 25-23     | 23-25     | 25-23     | 25-22     |           |
| 10 de noviembre | Obras UDAP       | 3 - 2     | Ciudad Vóley        | Aldo Cantoni      | 24-26     | 20-25     | 25-21     | 25-20     | 15-11     |
| 11 de noviembre | Obras UDAP       | 3 - 1     | Dep. Morón          | Aldo Cantoni      | 25-18     | 18-25     | 25-18     | 25-22     |           |
| 12 de noviembre | UNTreF Vóley     | 0 - 3     | Lomas Vóley         | CEDEM N.° 2       | 21-25     | 22-25     | 21-25     |           |           |
| 12 de noviembre | Personal Bolívar | 3 - 0     | River Plate         | Rep. de Venezuela | 25-16     | 25-18     | 25-20     |           |           |
| 12 de noviembre | Gigantes del Sur | 3 - 1     | PSM Vóley           | Picún Leufú       | 25-23     | 17-25     | 25-23     | 35-33     |           |
| 12 de noviembre | UPCN San Juan    | 2 - 3     | Ciudad Vóley        | Aldo Cantoni      | 22-25     | 25-16     | 18-25     | 30-28     | 12-15     |
| 13 de noviembre | UPCN San Juan    | 2 - 3     | Dep. Morón          | Aldo Cantoni      | 22-25     | 22-25     | 25-21     | 25-17     | 12-15     |

| Weekend 2       | Weekend 2        | Weekend 2 | Weekend 2           | Weekend 2          | Weekend 2 | Weekend 2 | Weekend 2 | Weekend 2 | Weekend 2 |
| Fecha           | Local            | Resul     | Visitante           | Estadio            | Set 1     | Set 2     | Set 3     | Set 4     | Set 5     |
| --------------- | ---------------- | --------- | ------------------- | ------------------ | --------- | --------- | --------- | --------- | --------- |
| 17 de noviembre | River Plate      | 3 - 0     | Obras UDAP          | Microestadio Lomas | 25-22     | 25-22     | 25-19     |           |           |
| 17 de noviembre | Lomas Vóley      | 3 - 0     | UPCN San Juan       | Microestadio Lomas | 25-19     | 25-22     | 25-21     |           |           |
| 17 de noviembre | UNTreF Vóley     | 3 - 1     | PSM Vóley           | CEDEM N.° 2        | 19-25     | 25-20     | 25-18     | 25-16     |           |
| 17 de noviembre | Ciudad Vóley     | 3 - 0     | Gigantes del Sur    | Gorki Grana        | 25-23     | 25-17     | 25-19     |           |           |
| 17 de noviembre | Personal Bolívar | 3 - 0     | Alianza Jesús María | Rep. de Venezuela  | 25-18     | 25-16     | 25-19     |           |           |
| 19 de noviembre | River Plate      | 0 - 3     | UPCN San Juan       | Microestadio Lomas | 19-25     | 13-25     | 21-25     |           |           |
| 19 de noviembre | Lomas Vóley      | 3 - 1     | Obras UDAP          | Microestadio Lomas | 25-23     | 25-22     | 22-25     | 25-22     |           |
| 19 de noviembre | UNTreF Vóley     | 0 - 3     | Alianza Jesús María | CEDEM N.° 2        | 19-25     | 13-25     | 21-25     |           |           |
| 19 de noviembre | Personal Bolívar | 3 - 0     | PSM Vóley           | Rep. de Venezuela  | 25-22     | 25-15     | 25-21     |           |           |
| 19 de noviembre | Deportivo Morón  | 0 - 3     | Gigantes del Sur    | Gorki Grana        | 15-25     | 22-25     | 19-25     |           |           |

| Weekend 3       | Weekend 3           | Weekend 3 | Weekend 3        | Weekend 3          | Weekend 3 | Weekend 3 | Weekend 3 | Weekend 3 | Weekend 3 |
| Fecha           | Local               | Resul     | Visitante        | Estadio            | Set 1     | Set 2     | Set 3     | Set 4     | Set 5     |
| --------------- | ------------------- | --------- | ---------------- | ------------------ | --------- | --------- | --------- | --------- | --------- |
| 24 de noviembre | Lomas Vóley         | 3 - 1     | Gigantes del Sur | Microestadio Lomas | 26-24     | 25-16     | 22-25     | 25-18     |           |
| 24 de noviembre | PSM Vóley           | 2 - 3     | Deportivo Morón  | Club Paraná        | 25-19     | 21-25     | 20-25     | 25-23     | 9-15      |
| 24 de noviembre | Alianza Jesús María | 0 - 3     | Ciudad Vóley     | Club Alianza       | 18-25     | 20-25     | 21-25     |           |           |
| 24 de noviembre | UPCN San Juan       | 3 - 0     | Personal Bolívar | Ambrosini UNSJ     | 25-23     | 27-25     | 25-21     |           |           |
| 25 de noviembre | UPCN San Juan       | 3 - 0     | UNTreF Vóley     | Ambrosini UNSJ     | 25-21     | 25-17     | 25-17     |           |           |
| 26 de noviembre | PSM Vóley           | 1 - 3     | Ciudad Vóley     | Rosario Central    | 22-25     | 28-26     | 21-25     | 20-25     |           |
| 26 de noviembre | Alianza Jesús María | 3 - 1     | Deportivo Morón  | Club La Calera     | 22-25     | 25-20     | 25-19     | 25-17     |           |
| 26 de noviembre | Obras UDAP          | 0 - 3     | Personal Bolívar | Ambrosini UNSJ     | 22-25     | 18-25     | 22-25     |           |           |
| 26 de noviembre | River Plate         | 1 - 3     | Gigantes del Sur | Microestadio River | 25-21     | 19-25     | 14-25     | 20-25     |           |
| 27 de noviembre | Obras UDAP          | 3 - 1     | UNTreF Vóley     | Ambrosini UNSJ     | 19-25     | 25-21     | 25-22     | 25-19     |           |

| Weekend 4      | Weekend 4           | Weekend 4 | Weekend 4        | Weekend 4    | Weekend 4 | Weekend 4 | Weekend 4 | Weekend 4 | Weekend 4 |
| Fecha          | Local               | Resul     | Visitante        | Estadio      | Set 1     | Set 2     | Set 3     | Set 4     | Set 5     |
| -------------- | ------------------- | --------- | ---------------- | ------------ | --------- | --------- | --------- | --------- | --------- |
| 1 de diciembre | Ciudad Vóley        | 3 - 2     | Lomas Vóley      | Gorki Grana  | 22-25     | 20-25     | 25-16     | 25-22     | 15-12     |
| 1 de diciembre | Deportivo Morón     | 0 - 3     | River Plate      | Gorki Grana  | 17-25     | 22-25     | 25-27     |           |           |
| 1 de diciembre | PSM Vóley           | 0 - 3     | Obras UDAP       | Club Paraná  | 21-25     | 23-25     | 21-25     |           |           |
| 1 de diciembre | Alianza Jesús María | 0 - 3     | UPCN San Juan    | Club Alianza | 13-25     | 17-25     | 15-25     |           |           |
| 1 de diciembre | Gigantes del Sur    | 3 - 1     | Personal Bolívar | Picún Leufú  | 19-25     | 25-18     | 25-21     | 27-25     |           |
| 3 de diciembre | Ciudad Vóley        | 1 - 3     | River Plate      | Gorki Grana  | 25-20     | 30-32     | 18-25     | 22-25     |           |
| 3 de diciembre | PSM Vóley           | 1 - 3     | UPCN San Juan    | Club Paraná  | 17-25     | 18-25     | 25-21     | 12-25     |           |
| 3 de diciembre | Deportivo Morón     | 1 - 3     | Lomas Vóley      | Gorki Grana  | 21-25     | 17-25     | 27-25     | 22-25     |           |
| 3 de diciembre | Alianza Jesús María | 1 - 3     | Obras UDAP       | Club Alianza | 22-25     | 21-25     | 25-17     | 20-25     |           |
| 3 de diciembre | Gigantes del Sur    | 3 - 2     | UNTreF Vóley     | Picún Leufú  | 25-15     | 25-22     | 23-25     | 19-25     | 15-11     |

| Weekend 5       | Weekend 5        | Weekend 5 | Weekend 5           | Weekend 5          | Weekend 5 | Weekend 5 | Weekend 5 | Weekend 5 | Weekend 5 |
| Fecha           | Local            | Resul     | Visitante           | Estadio            | Set 1     | Set 2     | Set 3     | Set 4     | Set 5     |
| --------------- | ---------------- | --------- | ------------------- | ------------------ | --------- | --------- | --------- | --------- | --------- |
| 8 de diciembre  | Lomas Vóley      | 3 - 0     | Alianza Jesús María | Microestadio Lomas | 25-22     | 25-23     | 25-14     |           |           |
| 8 de diciembre  | UNTreF Vóley     | 0 - 3     | Ciudad Vóley        | CEDEM N.° 2        | 22-25     | 21-25     | 17-25     |           |           |
| 8 de diciembre  | River Plate      | 3 - 1     | PSM Vóley           | Microestadio River | 25-23     | 22-25     | 25-18     | 26-24     |           |
| 8 de diciembre  | Personal Bolívar | 3 - 0     | Deportivo Morón     | Rep. de Venezuela  | 25-19     | 25-19     | 25-17     |           |           |
| 8 de diciembre  | Gigantes del Sur | 0 - 3     | UPCN San Juan       | Picún Leufú        | 22-25     | 21-25     | 25-27     |           |           |
| 9 de diciembre  | Lomas Vóley      | 3 - 0     | PSM Vóley           | Microestadio Lomas | 25-22     | 25-21     | 25-19     |           |           |
| 10 de diciembre | River Plate      | 1 - 3     | Alianza Jesús María | Microestadio River | 22-25     | 16-25     | 26-24     | 22-25     |           |
| 10 de diciembre | UNTreF Vóley     | 1 - 3     | Deportivo Morón     | CEDEM N.° 2        | 23-25     | 18-25     | 25-21     |           |           |
| 10 de diciembre | Personal Bolívar | 3 - 0     | Ciudad Vóley        | Rep. de Venezuela  | 25-23     | 25-18     | 25-14     |           |           |
| 10 de diciembre | Gigantes del Sur | 0 - 3     | Obras UDAP          | Picún Leufú        | 17-25     | 21-25     | 23-25     |           |           |

| Weekend 6       | Weekend 6           | Weekend 6 | Weekend 6       | Weekend 6          | Weekend 6 | Weekend 6 | Weekend 6 | Weekend 6 | Weekend 6 |
| Fecha           | Local               | Resul     | Visitante       | Estadio            | Set 1     | Set 2     | Set 3     | Set 4     | Set 5     |
| --------------- | ------------------- | --------- | --------------- | ------------------ | --------- | --------- | --------- | --------- | --------- |
| 15 de diciembre | Lomas Vóley         | 2 - 3     | River Plate     | Microestadio Lomas | 21-25     | 26-24     | 25-19     | 23-25     | 15-17     |
| 15 de diciembre | Ciudad Vóley        | 3 - 1     | Deportivo Morón | Gorki Grana        | 25-21     | 23-25     | 25-22     | 25-18     |           |
| 15 de diciembre | UPCN San Juan       | 3 - 0     | Obras UDAP      | Aldo Cantoni       | 25-21     | 25-19     | 27-25     |           |           |
| 15 de diciembre | Personal Bolívar    | 3 - 0     | UNTreF Vóley    | Rep. de Venezuela  | 25-23     | 25-22     | 25-18     |           |           |
| 15 de diciembre | Alianza Jesús María | 3 - 0     | PSM Vóley       | Club La Calera     | 25-20     | 26-24     | 25-15     |           |           |

| Weekend 7       | Weekend 7       | Weekend 7 | Weekend 7           | Weekend 7          | Weekend 7 | Weekend 7 | Weekend 7 | Weekend 7 | Weekend 7 |
| Fecha           | Local           | Resul     | Visitante           | Estadio            | Set 1     | Set 2     | Set 3     | Set 4     | Set 5     |
| --------------- | --------------- | --------- | ------------------- | ------------------ | --------- | --------- | --------- | --------- | --------- |
| 13 de diciembre | River Plate     | 0 - 3     | Lomas Vóley         | Microestadio Lomas | 20-25     | 18-25     | 33-35     |           |           |
| 17 de diciembre | UNTreF Vóley    | 0 - 3     | Personal Bolívar    | CEDEM N.° 2        | 20-25     | 22-25     | 20-25     |           |           |
| 17 de diciembre | Deportivo Morón | 1 - 3     | Ciudad Vóley        | Gorki Grana        | 27-25     | 14-25     | 21-25     | 24-26     |           |
| 17 de diciembre | PSM Vóley       | 3 - 1     | Alianza Jesús María | Club Paraná        | 15-25     | 25-21     | 25-22     | 25-19     |           |
| 17 de diciembre | Obras UDAP      | 1 - 3     | UPCN San Juan       | Aldo Cantoni       | 23-25     | 25-20     | 19-25     | 21-25     |           |

| Final de la Copa ACLAV y receso estival. |
| ---------------------------------------- |

| Weekend 8   | Weekend 8           | Weekend 8 | Weekend 8        | Weekend 8      | Weekend 8 | Weekend 8 | Weekend 8 | Weekend 8 | Weekend 8 |
| Fecha       | Local               | Resul     | Visitante        | Estadio        | Set 1     | Set 2     | Set 3     | Set 4     | Set 5     |
| ----------- | ------------------- | --------- | ---------------- | -------------- | --------- | --------- | --------- | --------- | --------- |
| 12 de enero | Ciudad Vóley        | 0 - 3     | Personal Bolívar | Gorki Grana    | 15-25     | 22-25     | 21-25     |           |           |
| 12 de enero | Alianza Jesús María | 1 - 3     | Lomas Vóley      | Club La Calera | 25-19     | 12-25     | 17-25     | 22-25     |           |
| 12 de enero | Deportivo Morón     | 1 - 3     | UNTreF Vóley     | Gorki Grana    | 25-23     | 19-25     | 18-25     | 23-25     |           |
| 12 de enero | PSM Vóley           | 3 - 2     | River Plate      | Club Paraná    | 19-25     | 22-25     | 26-24     | 25-16     | 15-9      |
| 13 de enero | UPCN San Juan       | 3 - 0     | Gigantes del Sur | Aldo Cantoni   | 25-20     | 30-28     | 25-18     |           |           |
| 14 de enero | Ciudad Vóley        | 3 - 0     | UNTreF Vóley     | Gorki Grana    | 25-23     | 25-20     | 25-23     |           |           |
| 14 de enero | Alianza Jesús María | 3 - 0     | River Plate      | Club Alianza   | 25-18     | 25-22     | 25-23     |           |           |
| 14 de enero | Deportivo Morón     | 1 - 3     | Personal Bolívar | Gorki Grana    | 25-27     | 25-18     | 24-26     | 33-35     |           |
| 14 de enero | PSM Vóley           | 3 - 2     | Lomas Vóley      | Club Paraná    | 22-25     | 25-23     | 35-33     | 14-25     | 18-16     |
| 15 de enero | Obras UDAP          | 0 - 3     | Gigantes del Sur | Aldo Cantoni   | 23-25     | 23-25     | 25-27     |           |           |

| Disputa de la Copa Desafío y el Presudamericano. |
| ------------------------------------------------ |

| Weekend 9   | Weekend 9        | Weekend 9 | Weekend 9           | Weekend 9          | Weekend 9 | Weekend 9 | Weekend 9 | Weekend 9 | Weekend 9 |
| Fecha       | Local            | Resul     | Visitante           | Estadio            | Set 1     | Set 2     | Set 3     | Set 4     | Set 5     |
| ----------- | ---------------- | --------- | ------------------- | ------------------ | --------- | --------- | --------- | --------- | --------- |
| 26 de enero | River Plate      | 3 - 0     | UNTreF Vóley        | Microestadio River | 25-23     | 25-19     | 25-18     |           |           |
| 26 de enero | Lomas Vóley      | 3 - 1     | Personal Bolívar    | Microestadio Lomas | 23-25     | 25-19     | 25-19     | 25-19     |           |
| 26 de enero | Gigantes del Sur | 3 - 2     | Ciudad Vóley        | Ruca Che           | 25-23     | 16-25     | 18-25     | 25-18     | 15-13     |
| 26 de enero | UPCN San Juan    | 3 - 2     | Alianza Jesús María | Aldo Cantoni       | 25-16     | 16-25     | 21-25     | 25-22     | 15-9      |
| 27 de enero | UPCN San Juan    | 3 - 0     | PSM Vóley           | Aldo Cantoni       | 25-15     | 25-23     | 25-23     |           |           |
| 28 de enero | Lomas Vóley      | 3 - 0     | UNTreF Vóley        | Microestadio Lomas | 25-14     | 25-13     | 25-10     |           |           |
| 28 de enero | River Plate      | 0 - 3     | Personal Bolívar    | Microestadio River | 16-25     | 17-25     | 22-25     |           |           |
| 28 de enero | Obras UDAP       | 2 - 3     | Alianza Jesús María | Aldo Cantoni       | 23-25     | 21-25     | 25-18     | 25-21     | 11-15     |
| 29 de enero | Obras UDAP       | 3 - 1     | PSM Vóley           | Aldo Cantoni       | 27-29     | 25-18     | 25-18     | 25-18     |           |
| 29 de enero | Gigantes del Sur | 3 - 2     | Deportivo Morón     | Ruca Che           | 25-22     | 25-22     | 25-27     | 23-25     | 16-14     |

| Weekend 10   | Weekend 10          | Weekend 10 | Weekend 10       | Weekend 10         | Weekend 10 | Weekend 10 | Weekend 10 | Weekend 10 | Weekend 10 |
| Fecha        | Local               | Resul      | Visitante        | Estadio            | Set 1      | Set 2      | Set 3      | Set 4      | Set 5      |
| ------------ | ------------------- | ---------- | ---------------- | ------------------ | ---------- | ---------- | ---------- | ---------- | ---------- |
| 2 de febrero | Lomas Vóley         | 1 - 3      | Ciudad Vóley     | Microestadio Lomas | 20-25      | 26-24      | 27-29      | 28-30      |            |
| 2 de febrero | UNTreF Vóley        | 0 - 3      | Obras UDAP       | CEDEM N.° 2        | 23-25      | 33-25      | 22-25      |            |            |
| 2 de febrero | River Plate         | 0 - 3      | Deportivo Morón  | Microestadio River | 31-33      | 19-25      | 22-25      |            |            |
| 2 de febrero | Personal Bolívar    | 3 - 0      | UPCN San Juan    | Rep. de Venezuela  | 25-23      | 25-21      | 25-19      |            |            |
| 2 de febrero | Alianza Jesús María | 3 - 1      | Gigantes del Sur | Club Alianza       | 27-29      | 28-26      | 25-22      | 27-25      |            |
| 4 de febrero | Lomas Vóley         | 3 - 0      | Deportivo Morón  | Microestadio Lomas | 25-18      | 27-25      | 25-22      |            |            |
| 4 de febrero | River Plate         | 0 - 3      | Ciudad Vóley     | Microestadio River | 18-25      | 23-25      | 34-36      |            |            |
| 4 de febrero | UNTreF Vóley        | 0 - 3      | UPCN San Juan    | CEDEM N.° 2        | 22-25      | 19-25      | 23-25      |            |            |
| 4 de febrero | Personal Bolívar    | 2 - 3      | Obras UDAP       | Rep. de Venezuela  | 25-14      | 25-22      | 21-25      | 22-25      | 10-15      |
| 4 de febrero | PSM Vóley           | 0 - 3      | Gigantes del Sur | Club Paraná        | 18-25      | 20-25      | 22-25      |            |            |

| Weekend 11    | Weekend 11       | Weekend 11 | Weekend 11          | Weekend 11        | Weekend 11 | Weekend 11 | Weekend 11 | Weekend 11 | Weekend 11 |
| Fecha         | Local            | Resul      | Visitante           | Estadio           | Set 1      | Set 2      | Set 3      | Set 4      | Set 5      |
| ------------- | ---------------- | ---------- | ------------------- | ----------------- | ---------- | ---------- | ---------- | ---------- | ---------- |
| 9 de febrero  | Ciudad Vóley     | 3 - 1      | Alianza Jesús María | Gorki Grana       | 25-18      | 18-25      | 25-21      | 25-17      |            |
| 9 de febrero  | UPCN San Juan    | 2 - 3      | Lomas Vóley         | Aldo Cantoni      | 20-25      | 18-25      | 25-23      | 28-26      | 11-15      |
| 9 de febrero  | Personal Bolívar | 3 - 0      | Gigantes del Sur    | Rep. de Venezuela | 25-17      | 27-25      | 25-17      |            |            |
| 9 de febrero  | Deportivo Morón  | 3 - 1      | PSM Vóley           | Gorki Grana       | 20-25      | 25-19      | 25-21      | 25-13      |            |
| 10 de febrero | UPCN San Juan    | 3 - 0      | River Plate         | Aldo Cantoni      | 25-20      | 25-19      | 25-18      |            |            |
| 11 de febrero | Ciudad Vóley     | 3 - 0      | PSM Vóley           | Gorki Grana       | 25-22      | 25-20      | 25-19      |            |            |
| 11 de febrero | UNTreF Vóley     | 2 - 3      | Gigantes del Sur    | CEDEM N.° 2       | 25-21      | 22-25      | 25-22      | 20-25      | 10-15      |
| 11 de febrero | Deportivo Morón  | 3 - 0      | Alianza Jesús María | Gorki Grana       | 26-24      | 25-22      | 25-21      |            |            |
| 11 de febrero | Obras UDAP       | 3 - 1      | Lomas Völey         | Aldo Cantoni      | 22-25      | 25-16      | 25-20      | 25-16      |            |
| 12 de febrero | Obras UDAP       | 3 - 0      | River Plate         | Aldo Cantoni      | 25-21      | 25-23      | 25-23      |            |            |

| Disputa del Campeonato Sudamericano de 2017. |
| -------------------------------------------- |

| Weekend 12    | Weekend 12          | Weekend 12 | Weekend 12       | Weekend 12     | Weekend 12 | Weekend 12 | Weekend 12 | Weekend 12 | Weekend 12 |
| Fecha         | Local               | Resul      | Visitante        | Estadio        | Set 1      | Set 2      | Set 3      | Set 4      | Set 5      |
| ------------- | ------------------- | ---------- | ---------------- | -------------- | ---------- | ---------- | ---------- | ---------- | ---------- |
| 16 de febrero | Ciudad Vóley        | 3 - 0      | UPCN San Juan    | Gorki Grana    | 25-21      | 25-21      | 25-19      |            |            |
| 16 de febrero | Alianza Jesús María | 0 - 3      | Personal Bolívar | Club La Calera | 18-25      | 24-26      | 21-25      |            |            |
| 16 de febrero | Gigantes del Sur    | 0 - 3      | Lomas Vóley      | Ruca Che       | 23-25      | 19-25      | 21-25      |            |            |
| 16 de febrero | Deportivo Morón     | 3 - 0      | Obras UDAP       | Gorki Grana    | 25-21      | 28-26      | 26-24      |            |            |
| 16 de febrero | PSM Vóley           | 1 - 3      | UNTreF Vóley     | Club Paraná    | 21-25      | 25-14      | 17-25      | 23-25      |            |
| 18 de febrero | Ciudad Vóley        | 3 - 1      | Obras UDAP       | Gorki Grana    | 25-17      | 31-33      | 25-21      | 25-20      |            |
| 18 de febrero | Alianza Jesús María | 3 - 2      | UNTreF Vóley     | Club Alianza   | 25-20      | 21-25      | 14-25      | 37-35      | 15-10      |
| 18 de febrero | Gigantes del Sur    | 3 - 0      | River Plate      | Ruca Che       | 25-20      | 25-21      | 25-21      |            |            |
| 18 de febrero | Deportivo Morón     | 0 - 3      | UPCN San Juan    | Gorki Grana    | 21-25      | 22-25      | 15-25      |            |            |
| 18 de febrero | PSM Vóley           | 2 - 3      | Personal Bolívar | Club Paraná    | 25-23      | 17-25      | 16-25      | 25-18      | 9-15       |

## Segunda fase, play-offs
|  | Cuartos de final | Cuartos de final    | Cuartos de final |                     |   | Semifinales      | Semifinales | Semifinales |  |   | Final            | Final | Final |  |
|  |                  |                     |                  |                     |   |                  |             |             |  |   |                  |       |       |  |
|  |                  |                     |                  |                     |   |                  |             |             |  |   |                  |       |       |  |
|  | 1                | Personal Bolívar    | 3                |                     |   |                  |             |             |  |   |                  |       |       |  |
|  | 1                | Personal Bolívar    | 3                |                     |   |                  |             |             |  |   |                  |       |       |  |
|  | 8                | River Plate         | 0                |                     |   |                  |             |             |  |   |                  |       |       |  |
|  | 8                | River Plate         | 0                |                     | 1 | Personal Bolívar | 3           |             |  |   |                  |       |       |  |
|  |                  |                     |                  |                     | 1 | Personal Bolívar | 3           |             |  |   |                  |       |       |  |
|  |                  |                     | 4                | Lomas Vóley         | 1 |                  |             |             |  |   |                  |       |       |  |
|  | 4                | Lomas Vóley         | 4                | Lomas Vóley         | 1 | 3                |             |             |  |   |                  |       |       |  |
|  | 4                | Lomas Vóley         |                  |                     |   |                  |             |             |  |   |                  |       |       |  |
|  | 5                | Gigantes del Sur    | 0                |                     |   |                  |             |             |  |   |                  |       |       |  |
|  | 5                | Gigantes del Sur    | 0                |                     |   |                  |             |             |  | 1 | Personal Bolívar | 3     |       |  |
|  |                  |                     |                  |                     |   |                  |             |             |  | 1 | Personal Bolívar | 3     |       |  |
|  |                  |                     | 3                | UPCN San Juan Vóley | 2 |                  |             |             |  |   |                  |       |       |  |
|  | 2                | Ciudad Vóley        | 3                | UPCN San Juan Vóley | 2 | 3                |             |             |  |   |                  |       |       |  |
|  | 2                | Ciudad Vóley        |                  |                     |   |                  |             |             |  |   |                  |       |       |  |
|  | 7                | Alianza Jesús María | 0                |                     |   |                  |             |             |  |   |                  |       |       |  |
|  | 7                | Alianza Jesús María | 0                |                     | 2 | Ciudad Vóley     | 0           |             |  |   |                  |       |       |  |
|  |                  |                     |                  |                     | 2 | Ciudad Vóley     | 0           |             |  |   |                  |       |       |  |
|  |                  |                     | 3                | UPCN San Juan Vóley | 3 |                  |             |             |  |   |                  |       |       |  |
|  | 3                | UPCN San Juan Vóley | 3                | UPCN San Juan Vóley | 3 | 3                |             |             |  |   |                  |       |       |  |
|  | 3                | UPCN San Juan Vóley |                  |                     |   |                  |             |             |  |   |                  |       |       |  |
|  | 6                | Obras UDAP Vóley    | 0                |                     |   |                  |             |             |  |   |                  |       |       |  |
|  | 6                | Obras UDAP Vóley    | 0                |                     |   |                  |             |             |  |   |                  |       |       |  |
|  |                  |                     |                  |                     |   |                  |             |             |  |   |                  |       |       |  |

### Cuartos de final
Personal Bolívar - River Plate
| 4 de marzo, 21:30 | Personal Bolívar | 3 - 0                           | River Plate | Estadio República de Venezuela, Bolívar |                 |
|                   |                  | ( 25-19, 25-18, 25-18 ) Reporte |             | Árbitro(s): * *                         | Árbitro(s): * * |

| 6 de marzo, 21:30 | Personal Bolívar | 3 - 2                                         | River Plate | Estadio República de Venezuela, Bolívar |                 |
|                   |                  | ( 25-20, 21-25, 25-21, 22-25, 15-10 ) Reporte |             | Árbitro(s): * *                         | Árbitro(s): * * |

| 10 de marzo, 21:00 | River Plate | 0 - 3                           | Personal Bolívar | Microestadio River Plate, Ciudad de Bs. As. |                 |
|                    |             | ( 21-25, 20-25, 22-25 ) Reporte |                  | Árbitro(s): * *                             | Árbitro(s): * * |

Ciudad Vóley - Alianza Jesús María
| 2 de marzo, 20:30 | Ciudad Vóley | 3 - 2                                         | Alianza Jesús María | Estadio Gorki Grana, Ciudad de Buenos Aires |                 |
|                   |              | ( 25-23, 21-25, 23-25, 25-17, 16-14 ) Reporte |                     | Árbitro(s): * *                             | Árbitro(s): * * |

| 4 de marzo, 20:30 | Ciudad Vóley | 3 - 1                                  | Alianza Jesús María | Estadio Gorki Grana, Ciudad de Buenos Aires |                 |
|                   |              | ( 25-20, 30-32, 25-22, 25-23 ) Reporte |                     | Árbitro(s): * *                             | Árbitro(s): * * |

| 9 de marzo, 21:00 | Alianza Jesús María | 0 - 3                           | Ciudad Vóley | Estadio Club Alianza, Jesús María |                 |
|                   |                     | ( 23-25, 17-25, 20-25 ) Reporte |              | Árbitro(s): * *                   | Árbitro(s): * * |
| TV: TyC Sports    |                     |                                 |              |                                   |                 |

UPCN San Juan Vóley - Obras UDAP Vóley
| 4 de marzo, 22:00 | UPCN San Juan Vóley | 3 - 0                           | Obras UDAP Vóley | Estadio Aldo Cantoni, Ciudad de San Juan |                 |
|                   |                     | ( 25-22, 25-19, 25-11 ) Reporte |                  | Árbitro(s): * *                          | Árbitro(s): * * |

| 6 de marzo, 22:00 | UPCN San Juan Vóley | 3 - 1                                  | Obras UDAP Vóley | Estadio Aldo Cantoni, Ciudad de San Juan |                 |
|                   |                     | ( 25-22, 26-28, 25-19, 25-21 ) Reporte |                  | Árbitro(s): * *                          | Árbitro(s): * * |

| 10 de marzo, 22:00 | Obras UDAP Vóley | 2 - 3                                         | UPCN San Juan Vóley | Estadio Aldo Cantoni, Ciudad de San Juan |                 |
|                    |                  | ( 25-19, 25-23, 16-25, 21-25, 13-15 ) Reporte |                     | Árbitro(s): * *                          | Árbitro(s): * * |

Lomas Vóley - Gigantes del Sur
| 2 de marzo, 21:00 | Lomas Vóley | 3 - 1                                  | Gigantes del Sur | Microestadio L. de Zamora, Lomas de Zamora |                 |
|                   |             | ( 26-24, 25-23, 16-25, 25-22 ) Reporte |                  | Árbitro(s): * *                            | Árbitro(s): * * |
| TV: TyC Sports    |             |                                        |                  |                                            |                 |

| 4 de marzo, 19:00 | Lomas Vóley | 3 - 0                           | Gigantes del Sur | Microestadio L. de Zamora, Lomas de Zamora |                 |
|                   |             | ( 25-18, 25-13, 25-21 ) Reporte |                  | Árbitro(s): * *                            | Árbitro(s): * * |

| 9 de marzo, 21:30 | Gigantes del Sur | 1 - 3                                  | Lomas Vóley | Estadio Ruca Che, Ciudad de Neuquén |                 |
|                   |                  | ( 19-25, 35-33, 21-25, 15-25 ) Reporte |             | Árbitro(s): * *                     | Árbitro(s): * * |

### Semifinales
Personal Bolívar - Lomas Vóley
| 24 de marzo, 21:30 | Personal Bolívar | 3 - 1                                  | Lomas Vóley | Estadio República de Venezuela, Bolívar |                 |
|                    |                  | ( 25-21, 25-15, 16-25, 25-23 ) Reporte |             | Árbitro(s): * *                         | Árbitro(s): * * |

| 26 de marzo, 21:30 | Personal Bolívar | 0 - 3                           | Lomas Vóley | Estadio República de Venezuela, Bolívar |                 |
|                    |                  | ( 22-25, 23-25, 23-25 ) Reporte |             | Árbitro(s): * *                         | Árbitro(s): * * |

| 30 de marzo, 21:00 | Lomas Vóley | 0 - 3                           | Personal Bolívar | Microestadio L. de Zamora, Lomas de Zamora |                 |
|                    |             | ( 13-25, 18-25, 20-25 ) Reporte |                  | Árbitro(s): * *                            | Árbitro(s): * * |
| TV: TyC Sports     |             |                                 |                  |                                            |                 |

| 1 de abril, 19:00 | Lomas Vóley | 1 - 3                                  | Personal Bolívar | Microestadio L. de Zamora, Lomas de Zamora |                 |
|                   |             | ( 25-22, 20-25, 17-25, 18-25 ) Reporte |                  | Árbitro(s): * *                            | Árbitro(s): * * |

Ciudad Vóley - UPCN San Juan Vóley
| 24 de marzo, 20:30 | Ciudad Vóley | 2 - 3                                        | UPCN San Juan Vóley | Estadio Gorki Grana, Ciudad de Buenos Aires |                 |
|                    |              | ( 27-25, 19-25, 11-25, 25-23, 9-15 ) Reporte |                     | Árbitro(s): * *                             | Árbitro(s): * * |

| 26 de marzo, 20:30 | Ciudad Vóley | 2 - 3                                         | UPCN San Juan Vóley | Estadio Gorki Grana, Ciudad de Buenos Aires |                 |
|                    |              | ( 25-23, 18-25, 25-15, 20-25, 13-15 ) Reporte |                     | Árbitro(s): * *                             | Árbitro(s): * * |

| 30 de marzo, 22:00 | UPCN San Juan Vóley | 3 - 0                           | Ciudad Vóley | Estadio Aldo Cantoni, Ciudad de San Juan |                 |
|                    |                     | ( 25-19, 25-23, 25-17 ) Reporte |              | Árbitro(s): * *                          | Árbitro(s): * * |

### Final
Personal Bolívar - UPCN San Juan Vóley
| 5 de abril, 21:00 | Personal Bolívar | 3 - 1                                  | UPCN San Juan Vóley | Estadio República de Venezuela, Bolívar            |                                                    |
|                   |                  | ( 15-25, 25-19, 25-22, 25-18 ) Reporte |                     | Árbitro(s): * José Luis Barrios * Sebastián Cagiao | Árbitro(s): * José Luis Barrios * Sebastián Cagiao |
| TV: TyC Sports    |                  |                                        |                     |                                                    |                                                    |

| 7 de abril, 22:00 | Personal Bolívar | 0 - 3                           | UPCN San Juan Vóley | Estadio República de Venezuela, Bolívar         |                                                 |
|                   |                  | ( 17-25, 21-25, 25-27 ) Reporte |                     | Árbitro(s): * Ricardo Cabrera * Fernando Romano | Árbitro(s): * Ricardo Cabrera * Fernando Romano |
| TV: TyC Sports    |                  |                                 |                     |                                                 |                                                 |

| 13 de abril, 21:00 | UPCN San Juan Vóley | 2 - 3                                         | Personal Bolívar | Estadio Aldo Cantoni, Ciudad de San Juan     |                                              |
|                    |                     | ( 25-18, 19-25, 25-16, 25-27, 11-15 ) Reporte |                  | Árbitro(s): * Nicolás Casado * Fabián Concia | Árbitro(s): * Nicolás Casado * Fabián Concia |
| TV: TyC Sports     |                     |                                               |                  |                                              |                                              |

| 15 de abril, 21:00 | UPCN San Juan Vóley | 3 - 2                                         | Personal Bolívar | Estadio Aldo Cantoni, Ciudad de San Juan     |                                              |
|                    |                     | ( 20-25, 25-20, 28-26, 19-25, 15-13 ) Reporte |                  | Árbitro(s): * Marcelo Pierobón * Adolfo Keim | Árbitro(s): * Marcelo Pierobón * Adolfo Keim |
| TV: TyC Sports     |                     |                                               |                  |                                              |                                              |

| 20 de abril, 21:00 | Personal Bolívar | 3 - 0                           | UPCN San Juan Vóley | Estadio República de Venezuela, Bolívar           |                                                   |
|                    |                  | ( 25-23, 25-23, 25-19 ) Reporte |                     | Árbitro(s): * Ricardo Cabrera * José Luis Barrios | Árbitro(s): * Ricardo Cabrera * José Luis Barrios |
| TV: TyC Sports     |                  |                                 |                     |                                                   |                                                   |

| boder                    |
| Campeón Personal Bolívar |
| Séptimo título           |

## Plantel campeón
| - Demián González - Thomas Edgar - Maximiliano Gauna - Pablo Crer - Piá - Todor Aleksiev - Alexis González (Líbero) - Pablo Kukartsev - Maximiliano Chirivino - Leonardo Patti (Capitán) | - Federico Arce - Lucas Ocampos - Nahuel Codesal - Axel Jacobsen - Federico Franetovich - Nicolás Giraudo - Francisco Castellani - Jonás González - Brian Saraceno |

Entrenador:  Javier Weber.

## Otras competencias durante la temporada

### Copa desafío
La Copa Desafío la disputaron los cuatro mejores equipos clasificados tras haberse disputado la primera rueda del campeonato (weekend 6). Con el formato de copa, se disputó el 18 y 19 de enero. Los clasificados fueron Obras de San Juan, Gigantes del Sur, Alianza Jesús María y Deportivo Morón. Cabe resaltar que UPCN San Juan, no clasificado al Presudamericano, no accedió a la copa desafío por estar clasificado a la competencia continental.
En enero se confirmó la sede del torneo, eligiéndose el estadio Aldo Cantoni, sede de Obras.
El campeón fue el elenco local que venció en la final a Alianza Jesús María.
|  | Semifinales         | Semifinales |                     |            | Final | Final |  |
|  |                     |             |                     |            |       |       |  |
|  |                     |             |                     |            |       |       |  |
|  | Obras UDAP          | 3           |                     |            |       |       |  |
|  | Obras UDAP          | 3           |                     |            |       |       |  |
|  | Deportivo Morón     | 1           |                     |            |       |       |  |
|  | Deportivo Morón     | 1           |                     | Obras UDAP | 3     |       |  |
|  |                     |             |                     | Obras UDAP | 3     |       |  |
|  |                     |             | Alianza Jesús María | 0          |       |       |  |
|  | Gigantes del Sur    | 1           | Alianza Jesús María | 0          |       |       |  |
|  | Gigantes del Sur    | 1           |                     |            |       |       |  |
|  | Alianza Jesús María | 3           |                     |            |       |       |  |
|  | Alianza Jesús María | 3           |                     |            |       |       |  |
|  |                     |             |                     |            |       |       |  |

Semifinales
| 18 de enero, 19:00 | Gigantes del Sur | 1 - 3                                  | Alianza Jesús María | Estadio Aldo Cantoni, Ciudad de San Juan               |                                                        |
|                    |                  | ( 26-24, 23-25, 21-25, 18-25 ) Reporte |                     | Árbitro(s): * Jonatan Escudero * Héctor Mereles Porres | Árbitro(s): * Jonatan Escudero * Héctor Mereles Porres |

| 18 de enero, 22:00 | Obras UDAP | 3 - 1                                  | Deportivo Morón | Estadio Aldo Cantoni, Ciudad de San Juan     |                                              |
|                    |            | ( 25-20, 25-23, 21-25, 25-18 ) Reporte |                 | Árbitro(s): * Sebastián Cagiao * Adolfo Keim | Árbitro(s): * Sebastián Cagiao * Adolfo Keim |

Final
| 19 de enero, 23:00 | Obras UDAP | 3 - 0                           | Alianza Jesús María | Estadio Aldo Cantoni, Ciudad de San Juan     |                                              |
|                    |            | ( 25-23, 25-19, 25-23 ) Reporte |                     | Árbitro(s): * Adolfo Keim * Sebastián Cagiao | Árbitro(s): * Adolfo Keim * Sebastián Cagiao |

### Presudamericano
El presudamericano es el torneo clasificatorio que usa la liga para determinar la segunda plaza para el Campeonato Sudamericano y del mismo participan el último subcampeón, Personal Bolívar, el campeón de la Copa ACLAV 2016, Lomas Vóley, y los dos mejores equipos al cabo de la primera ronda de la temporada regular (weekend 6), Ciudad Vóley y River Plate. Se disputará el 20 y 21 de enero en el Estadio República de Venezuela, de Personal Bolívar.
|  | Semifinales      | Semifinales |                  |              | Final        | Final        |  |
|  |                  |             |                  |              |              |              |  |
|  |                  |             |                  |              |              |              |  |
|  | Lomas Vóley      | 0           |                  |              |              |              |  |
|  | Lomas Vóley      | 0           |                  |              |              |              |  |
|  | Ciudad Vóley     | 3           |                  |              |              |              |  |
|  | Ciudad Vóley     | 3           |                  | Ciudad Vóley | 1            |              |  |
|  |                  |             |                  | Ciudad Vóley | 1            |              |  |
|  |                  |             | Personal Bolívar | 3            |              |              |  |
|  | Personal Bolívar | 3           | Personal Bolívar | 3            |              |              |  |
|  | Personal Bolívar | 3           |                  |              |              |              |  |
|  | River Plate      | 0           |                  |              | Tercer lugar | Tercer lugar |  |
|  | River Plate      | 0           |                  |              | Tercer lugar | Tercer lugar |  |
|  |                  |             |                  |              |              |              |  |
|  |                  |             |                  |              | Lomas Vóley  | 3            |  |
|  |                  |             |                  |              | Lomas Vóley  | 3            |  |
|  |                  |             |                  |              | River Plate  | 0            |  |
|  |                  |             |                  |              | River Plate  | 0            |  |
|  |                  |             |                  |              |              |              |  |

Semifinales
| 20 de enero, 19:00 | Lomas Vóley | 0 - 3                           | Ciudad Vóley | Estadio República de Venezuela, Bolívar              |                                                      |
|                    |             | ( 17-25, 23-25, 20-25 ) Reporte |              | Árbitro(s): * Andrés Villarreal * Hernán Casamiquela | Árbitro(s): * Andrés Villarreal * Hernán Casamiquela |

| 20 de enero, 21:30 | Personal Bolívar | 3 - 0                           | River Plate | Estadio República de Venezuela, Bolívar    |                                            |
|                    |                  | ( 25-18, 25-19, 25-23 ) Reporte |             | Árbitro(s): * Pablo Gómez * Nicolás Casado | Árbitro(s): * Pablo Gómez * Nicolás Casado |

Tercer puesto
| 21 de enero, 19:00 | Lomas Vóley | 3 - 0                           | River Plate | Estadio República de Venezuela, Bolívar              |                                                      |
|                    |             | ( 25-15, 25-14, 25-17 ) Reporte |             | Árbitro(s): * Hernán Casamiquela * Andrés Villarreal | Árbitro(s): * Hernán Casamiquela * Andrés Villarreal |

Final
| 22 de enero, 11:00        | Personal Bolívar | 3 - 1                                  | Ciudad Vóley | Estadio República de Venezuela, Bolívar    |                                            |
|                           |                  | ( 25-20, 25-23, 20-25, 25-22 ) Reporte |              | Árbitro(s): * Nicolás Casado * Pablo Gómez | Árbitro(s): * Nicolás Casado * Pablo Gómez |
| Televisado por TyC Sports |                  |                                        |              |                                            |                                            |

### Copa Argentina

#### Primera fase
| Pos. | Equipo          | Pts | Partidos | Partidos | Partidos | Sets | Sets |
| Pos. | Equipo          | Pts | PJ       | PG       | PP       | SG   | SP   |
| ---- | --------------- | --- | -------- | -------- | -------- | ---- | ---- |
| 1.º  | Deportivo Morón | 6   | 2        | 2        | 0        | 6    | 0    |
| 2.º  | UNTreF Vóley    | 3   | 2        | 1        | 1        | 3    | 4    |
| 3.º  | PSM Vóley       | 0   | 2        | 0        | 2        | 1    | 6    |

|  |                            |
|  | Clasificado a semifinales. |

| 23 de febrero, 21:00 | UNTreF Vóley | 3 - 1                                  | PSM Vóley | CEDEM N.°2, Caseros                         |                                             |
|                      |              | ( 25-20, 22-25, 25-18, 25-19 ) Reporte |           | Árbitro(s): * Karina Rene * Ricardo Cabrera | Árbitro(s): * Karina Rene * Ricardo Cabrera |
| TV: TyC Sports       |              |                                        |           |                                             |                                             |

| 24 de febrero, 21:30 | Deportivo Morón | 3 - 0                           | PSM Vóley | Polideportivo Gorki Grana, Morón            |                                             |
|                      |                 | ( 25-22, 25-22, 25-22 ) Reporte |           | Árbitro(s): * Ricardo Cabrera * Karina Rene | Árbitro(s): * Ricardo Cabrera * Karina Rene |

| 3 de marzo, 21:00 | Deportivo Morón | 3 - 0                           | UNTreF Vóley | Polideportivo Gorki Grana, Morón |                 |
|                   |                 | ( 25-23, 25-19, 25-21 ) Reporte |              | Árbitro(s): * *                  | Árbitro(s): * * |

#### Segunda fase
Zona 1
| Pos. | Equipo           | Pts | Partidos | Partidos | Partidos | Sets | Sets |
| Pos. | Equipo           | Pts | PJ       | PG       | PP       | SG   | SP   |
| ---- | ---------------- | --- | -------- | -------- | -------- | ---- | ---- |
| 1.º  | Gigantes del Sur | 6   | 2        | 2        | 0        | 6    | 2    |
| 2.º  | Deportivo Morón  | 3   | 2        | 1        | 1        | 4    | 3    |
| 3.º  | River Plate      | 0   | 2        | 0        | 2        | 2    | 6    |

|  |                         |
|  | Clasificado a la final. |

| 16 de marzo, 20:30 | Gigantes del Sur | 3 - 1                                  | Deportivo Morón | Estadio Ruca Che, Neuquén                    |                                              |
|                    |                  | ( 21-25, 25-17, 25-23, 25-21 ) Reporte |                 | Árbitro(s): * Andrés Villareal * Xoana Colla | Árbitro(s): * Andrés Villareal * Xoana Colla |
| TV: TyC Sports     |                  |                                        |                 |                                              |                                              |

| 17 de marzo, 21:30 | River Plate | 1 - 3                                  | Deportivo Morón | Estadio Ruca Che, Neuquén                   |                                             |
|                    |             | ( 20-25, 24-26, 26-24, 23-25 ) Reporte |                 | Árbitro(s): * Jorge Rodríguez * Xoana Colla | Árbitro(s): * Jorge Rodríguez * Xoana Colla |

| 18 de marzo, 21:30 | Gigantes del Sur | 3 - 1                                  | River Plate | Estadio Ruca Che, Neuquén                        |                                                  |
|                    |                  | ( 25-21, 21-25, 26-24, 25-21 ) Reporte |             | Árbitro(s): * Andrés Villareal * Jorge Rodríguez | Árbitro(s): * Andrés Villareal * Jorge Rodríguez |

Zona 2
| Pos. | Equipo              | Pts | Partidos | Partidos | Partidos | Sets | Sets |
| Pos. | Equipo              | Pts | PJ       | PG       | PP       | SG   | SP   |
| ---- | ------------------- | --- | -------- | -------- | -------- | ---- | ---- |
| 1.º  | Obras UDAP          | 5   | 2        | 2        | 0        | 6    | 3    |
| 2.º  | Alianza Jesús María | 3   | 2        | 1        | 1        | 4    | 3    |
| 3.º  | UNTreF Vóley        | 1   | 2        | 0        | 2        | 2    | 6    |

|  |                         |
|  | Clasificado a la final. |

| 16 de marzo, 22:00 | Obras UDAP | 3 - 2                                         | UNTreF Vóley | Estadio Aldo Cantoni, San Juan                 |                                                |
|                    |            | ( 23-25, 28-26, 18-25, 25-20, 15-10 ) Reporte |              | Árbitro(s): * Antonio Burgos * Gabriel Cáceres | Árbitro(s): * Antonio Burgos * Gabriel Cáceres |

| 17 de marzo, 22:00 | Alianza Jesús María | 3 - 0                           | UNTreF Vóley | Estadio Aldo Cantoni, San Juan                   |                                                  |
|                    |                     | ( 25-15, 25-21, 33-31 ) Reporte |              | Árbitro(s): * Jonatan Escudero * Gabriel Cáceres | Árbitro(s): * Jonatan Escudero * Gabriel Cáceres |

| 18 de marzo, 22:00 | Obras UDAP | 3 - 1                                  | Alianza Jesús María | Estadio Aldo Cantoni, San Juan                  |                                                 |
|                    |            | ( 25-14, 13-25, 25-15, 25-22 ) Reporte |                     | Árbitro(s): * Antonio Burgos * Jonatan Escudero | Árbitro(s): * Antonio Burgos * Jonatan Escudero |

#### Final
| 2 de abril, 11:00 | Gigantes del Sur | 0 - 3                           | Obras UDAP | Estadio Ruca Che, Neuquén                      |                                                |
|                   |                  | ( 17-25, 23-25, 16-25 ) Reporte |            | Árbitro(s): * Hernán Casamiquela * Karina René | Árbitro(s): * Hernán Casamiquela * Karina René |
| TV: TyC Sports    |                  |                                 |            |                                                |                                                |